# Háje (métro de Prague)
Pour les articles homonymes, voir Háje.
Háje est une station de métro à Prague, en Tchéquie. Terminus de la ligne C du métro de Prague, elle est ouverte depuis le 7 novembre 1980.